# Horsfieldia tomentosa
Horsfieldia tomentosa är en tvåhjärtbladig växtart som beskrevs av Otto Warburg. Horsfieldia tomentosa ingår i släktet Horsfieldia och familjen Myristicaceae. Inga underarter finns listade i Catalogue of Life.